# ロン・オニール
ロン・オニール（Ron O'Neal、1937年9月1日 - 2004年1月14日）は、アメリカ合衆国の俳優。

## 出演作品
- スーパーフライ（ヤングブラッド・プリースト）
- フォース・オブ・ワン
- ザ・ファントム/地獄のヒーロー4
- ザ・シークレット・ハンター
- 若き勇者たち
- ファイナル・カウントダウン
- 夕暮れにベルが鳴る
- すばらしい新世界